# Selbhorn
Selbhorn – szczyt w Alpach Berchtesgadeńskich, części Alp Bawarskich. Leży w Austrii, w kraju związkowym Salzburg, przy granicy z Niemcami. Sąsiaduje z Schönfeldspitze. Szczyt ten jest dobrym punktem widokowym; ze szczytu widać między innymi Wysokie Taury z Großglocknerem.